# Syringobulbie
La syringobulbie est une pathologie dans laquelle les syrinxes, cavités remplies de liquide, affectent le tronc cérébral. Ce défaut provient habituellement d'une anomalie congénitale, d'un traumatisme ou d'une tumeur en croissance.
Elle se présente principalement dans la partie inférieure du tronc cérébral comme une fente, pouvant affecter un ou plusieurs nerfs crâniens, résultant en différents types de paralysies faciales. Les voies nerveuses sensitives et motrices peuvent être affectées par l'interruption ou la compression des nerfs. Ce trouble est associé à la syringomyélie, un syrinx limité à la moelle spinale.